# 솔주

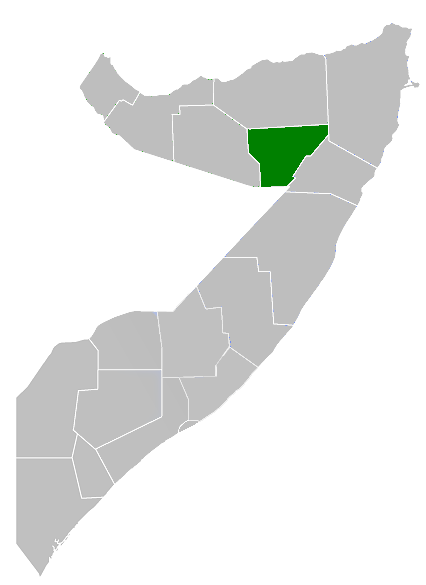
솔주

솔주(소말리어: Sool)는 소말리아 북부에 위치한 주로, 주도는 라스아노드이다. 식민 통치 반대 운동이 많이 일어난 곳이기도 하였으며 카투모주와 푼틀란드는 이 곳이 자신들의 행정 구역에 속한다고 주장한다.

## 같이 보기
- 소말릴란드의 행정 구역